# Fuji Golf
Fuji Golf és un videojoc que va ser programat per Chiki Nagai quan treballava per ANK Software Co. Ltd; va ser presentat juntament amb el Microsoft Entertainment Pack de l'any 1991; és un dels primers jocs de golf creats per a Windows.

## Informació general
Es tracta d'un joc de golf on l'objecte és jugar un round (18 forats) en el menor nombre de cops possible. Factors com el vent són generats automàticament, i a part, competim contra diferents jugadors controlats per l'AI del PC; concretament, 40.
La mecànica del joc és la següent: podem elegir entre 13 pals; depenent de la distància del forat, l'ordinador ens assignarà un pal. Per colpejar la bola, clic al ratolí on diu "Backswing" i graduem la potència del cop; si és pròxima a la màxima potència, el botó passa a dir "Hit Ball". En funció del teu nivell d'encert, l'ordinador anirà donant comentaris positius o negatius.
Fuji Golf és un joc complicat de guanyar -no importa que tan baix puguis puntuar, perquè sempre l'ordinador puntuarà més baix-. Tot i així, el rècord és -15 i l'ordinador no sempre l'aconsegueix. Per tant, depenent de les habilitats del jugador, guanyar és possible.
També, existeixen alguns trucs per aquest joc com: Abans de fer el swing, escriu Fujiwallop i pegarà un "super drive".